# 矢方美紀
矢方 美紀（やかた みき、1992年〈平成4年〉6月29日 - ）は、日本のタレント、ラジオパーソナリティ、声優である。女性アイドルグループ「SKE48」チームSの元メンバーで、同チームではリーダーを務めていた。大分県玖珠郡九重町出身。ワンダースペース所属。

## 略歴
2009年9月、「AKB48 第六回研究生（9期生）オーディション」で不合格。
同年11月1日、「SKE48第三期メンバーオーディション」に合格。翌2010年12月6日、研究生よりチームKIIの正規メンバーに昇格した。
2012年5月16日に発売されたSKE48の9thシングル『アイシテラブル!』で初めてシングル表題曲における選抜入りを果たす。同年5月から6月にかけて実施された「AKB48 27thシングル選抜総選挙」では62位で初ランクインを果たし、フューチャーガールズに選出された。
2013年4月13日に日本ガイシホールで行われた『SKE48春コン2013「変わらないこと。ずっと仲間なこと」』で、「組閣」と称したチーム再編により、チームSへの移籍が発表された。同年7月17日、新チーム体制に再編（チームSへ移籍）。
2014年5月から6月にかけて実施された「AKB48 37thシングル選抜総選挙」では73位で、アップカミングガールズに選出された。
2015年3月22日、この日行われたチームS「制服の芽」公演（佐藤実絵子・中西優香 劇場最終公演）で、チームS・副リーダーである佐藤実絵子から、次期チームS・副リーダーに指名された。
2016年3月4日、日本ガイシホールで行われた「みんな、泣くんじゃねえぞ。宮澤佐江卒業コンサート in 日本ガイシホール」最終公演で新体制をサプライズ発表し、チームS・リーダーへの就任が発表された。
2017年1月25日、チームS「重ねた足跡」公演にて、SKE48から卒業することを発表。2月26日にSKE48劇場で卒業公演を開催。同月28日、SKE48としての活動を終えた。
2018年1月1日、同日付で、愛知県名古屋市にある芸能事務所「TYK Promotion」所属となったことを発表した。
同年4月13日、乳癌のため左乳房全摘出とリンパ節切除の手術を受けていたことを公表した。後々、同部にシリコンバッグを入れる乳房再建手術を行わないことを決断。4月9日に退院しており、16日にZIP-FMのラジオ番組『SCK（サブカル・キングダム）』の公開収録をライブ配信サービス「ツイキャス」で行い、仕事に復帰した。乳がんと診断されたのは1月で、直後に主治医からは「仕事は辞めなくていいですよ」と励まされ、通院日には仕事や声優としてのレッスンを休むなど周囲の理解を得ながら闘病した。
5月にNHKオンライン内の『#乳がんダイアリー 矢方美紀』にて、自撮り日記により治療の様子などの紹介を始める。同年9月26日には、4ヶ月にわたる抗がん剤治療を終えたことと、翌月から放射線治療とホルモン治療を始めることを報告した。
2019年4月26日、「#乳がんダイアリー 矢方美紀」をまとめた回想録『きっと大丈夫。〜私の乳がんダイアリー〜』（双葉社）を刊行。5月2日にはNHK BS1にて『BS1スペシャル 26歳の乳がんダイアリー 矢方美紀』が放送された。
2022年1月1日付けで所属事務所をワンダースペースに移籍した。

## 人物
- 愛称は、みきてぃ・おやかたさま[24]。ZIP-FMのナビゲーターである鉄平からは「やかてぃー。」
- キャッチフレーズは「ひー! ふー! みきてぃー! M（えむっ）♪。大分県から屋形船でやってきました。チャレンジ精神旺盛な○○歳、KIIのみきてぃこと矢方美紀です[25]」。
- 好きな食べ物は、辛いもの、朝鮮料理、フルーツ、ししとう[2]、セロリ[26]、文旦[27]。
- 古代文明、特にエジプト文明が好き[25]。
- 将来の夢は、声優、歌手、エジプトで遺跡発掘[2]。
- 趣味は、アニメ鑑賞、ノートへの落書き、洋服集め、エジプト鑑賞[2]、人を笑わせること[28]、人間観察[29]。
- 弟がいる。

### SKE48
- ものまねが得意。キンタロー。、堺雅人の顔真似[30]のほか、上野圭澄、秦佐和子、佐藤実絵子、松村香織、高橋みなみ[31]などやスタッフのものまねもする[29]。2012年1月には『SKE48の世界征服女子』において初代ものまね女王となった。
- SKE48の「楽屋芸人」。ただし、スタッフのものまねなどの「身内ネタ」が多いので、「2012年は表で披露できるネタを何十個か考える」とのこと[29]。
- 2011年夏に、4年間伸ばした髪を切りショートカットにした。
- 以前は寮（通称「SKEハウス」）生活で、松村と同室だった[29]。
- 大分市立王子中学校の同級生に指原莉乃が[32]、先輩にはユースケ・サンタマリアと小野晴香がいる。
- AKB48 9期生のオーディションに落ちた直後、SKE48 3期オーディションに応募して合格。大分からはオーディションに行くだけで費用が掛かるので、これで最後にしようと決めていた[31]。

## SKE48での参加楽曲

### シングル選抜楽曲
SKE48名義
- 『青空片想い』に収録
  - バンジー宣言 – 「チームB.L.T.」名義
- 「ごめんね、SUMMER」に収録
  - ピノキオ軍 - 「シアターガールズ」名義
- 『1!2!3!4! ヨロシク!』に収録
  - そばにいさせて
  - 青春は恥ずかしい - 「紅組」名義
- 「バンザイVenus」に収録
  - 愛の数 - 「チームKII」名義
  - 誰かのせいにはしない - 「紅組」名義
- 「パレオはエメラルド」に収録
  - 積み木の時間
  - パパは嫌い - 「紅組」名義
- 「オキドキ」に収録
  - 初恋の踏切
  - 微笑みのポジティブシンキング - 「紅組」名義
- 『片想いFinally』に収録
  - 今日までのこと、これからのこと
  - 声がかすれるくらい - 「紅組」名義
- アイシテラブル!
- キスだって左利き
- チョコの奴隷
  - バイクとサイドカー - 「14カラット」名義
- 美しい稲妻
  - JYURI-JYURI BABY - 「Team S」名義
  - 青春の水しぶき - 「ボートピア選抜」名義
- 『賛成カワイイ!』に収録
  - 石榴の実は憂鬱が何粒詰まっている? - 「紅組」名義
- 『未来とは?』に収録
  - 猫の尻尾がピンと立ってるように…feat. Bose（スチャダラパー) - 「Team S」名義
- 『不器用太陽』に収録
  - 放課後レース - 「Team S」名義
- 『12月のカンガルー』に収録
  - 消せない炎 - 「Team S」名義
- 『コケティッシュ渋滞中』に収録
  - DIRTY - 「Team S」名義
  - 僕は知っている -「DOCUMENTARY of SKE48」名義
  - 夜の教科書 - 「セレクション17“AKB49〜恋愛禁止条例〜”」名義
- 『前のめり』に収録
  - 素敵な罪悪感 - 「Team S」名義
- 『チキンLINE』に収録
  - 彼女がいる - 「Team S」名義
- 『金の愛、銀の愛』に収録
  - いい人いい人詐欺 - 「やんちゃな天使とやさしい悪魔」名義

AKB48名義
- 『ギンガムチェック』に収録
  - Show fight ! - 「フューチャーガールズ」名義
- 『永遠プレッシャー』に収録
  - 強がり時計 - 「SKE48」名義
- 『心のプラカード』に収録
  - チューインガムの味がなくなるまで - 「アップカミングガールズ」名義

### アルバム選抜楽曲
SKE48名義
- 『この日のチャイムを忘れない』に収録
  - 叱ってよ、ダーリン! - 「チームKII」名義
  - ヘビーローテーション - 「チームKII」名義
- 『革命の丘』に収録
  - ゼロベース

AKB48名義
- 『ここにいたこと』に収録
  - ここにいたこと
- 『1830m』に収録
  - 青空よ 寂しくないか?

### 劇場公演ユニット曲
SKE48 研究生「PARTYが始まるよ」公演
- スカート、ひらり

 チームKII 2nd Stage「手をつなぎながら」（リバイバル）公演
- Glory days

チームKII 3rd Stage「ラムネの飲み方」公演
- フィンランド・ミラクル
- Nice to meet you! ※
※阿比留李帆のユニットアンダー
- クロス ※
※井口栞里のユニットアンダー

 チームS 4th Stage「RESET」公演
- 心の端のソファー
- 逆転王子様（向田茉夏卒業後）

 チームS 5th Stage「制服の芽」公演
- 思い出以上
- 万華鏡（田中菜津美のユニットアンダー）

## 出演

### テレビ番組
- SKE48のアイドル×アイドル（2010年12月20日・27日、中京テレビ）
- SKE48学園（2011年4月2日 - 不定期出演、PigooHD）
- スター姫さがし太郎（2011年1月29日・2月5日、テレビ東京）
- SKE48大学ナビ（2011年4月21日・4月28日・5月5日・7月7日・9月29日、メ〜テレ）
- 知って解決!SKEっとネット（2011年6月6日・10月3日、NHK総合・名古屋局制作）
- イッテ♡恋48（2011年6月12日・19日・8月7日・14日・21日、tvk）
- SKE48の世界征服女子（2011年10月3日 - 2012年9月26日・不定期出演、中京テレビ）
- SKE48 ムスメにいかが!?（2011年12月9日・2012年11月9日・12月14日、東海テレビ）
- SKE48のあいちテル!（2012年1月28日・12月15日、東海テレビ）
- SKE48のマジカル・ラジオ2（2012年5月22日、日本テレビ） - 海老一染美 役
- SKE48のマジカル・ラジオ3（2013年2月11日、日本テレビ） - 謎の少女/きしめん 役
- SKE48の世界征服女子 season2（2013年4月3日 - 2014年3月25日・不定期出演、中京テレビ）
- ゴゴスマ -GO GO!Smile!-（2013年4月5日 - 2014年3月14日、CBCテレビ） - 金曜中継リポーター
- SKE48のおやすみ名言道場（2013年5月9日・8月12日・9月11日、中京テレビ）
- SKE48のエビフライデーナイト（2013年10月5日 - 、日本テレビ）
- SKE48のリア住（2014年3月1日・8日、テレビ愛知）
- #乳がんダイアリー 矢方美紀（2018年7月3日 - 、NHK総合・名古屋局制作）
- 矢方美紀 26歳の乳がんダイアリー（2018年、2019年、NHK総合）
- ドデスカ!（2018年・2019年・2020年、メ〜テレ）
- news zero（2018年・2019年、日本テレビ）
- 声優×スマホで全部撮ってみた。（2019年3月25日・26日、テレビ愛知）[33]
- BS1スペシャル 26歳の乳がんダイアリー 矢方美紀（2019年5月2日、NHK BS1）[22]
- BS1スペシャル 乳がんダイアリー 矢方美紀 2020 夢をあきらめたくない（2020年8月9日、NHK BS1）

### ナレーション
- ド真ん中ジャーナル（2021年、ナレーション・コアラ）

### ラジオ番組
- SKE48♥1+1は2じゃないよ!（2010年11月11日 - 不定期出演、TOKAI RADIO）
- RADIO SPLASH（2010年11月18日 - 不定期出演、FM AICHI）
- SKE48♥1+1+1は3じゃないよ!（2011年4月17日 - 不定期出演、TOKAI RADIO）
- SKE48 観覧車へようこそ!!（2011年10月10日 - 不定期出演、CBCラジオ）
- おしゃべりつづけまーす ハピ☆ホリ〜Happy Holic Days〜（2012年6月27日 - 7月18日、K'z Station） - 古川愛李の代演。
- もちろんSKE!!（2013年6月3日 - 不定期出演、bayfm）
- わたしのすきなこと。2nd（2013年6月16日 - 2014年5月18日、FM AICHI）
- SKE48のオールナイトニッポンGOLD（2013年7月26日、ニッポン放送）
- ナガオカ×スクランブル（2014年4月17日 - 2015年1月29日・10月29日、CBCラジオ） - 木曜アシスタント[注 1]。
- SCK（サブカル・キングダム）（2017年4月1日 - 2020年3月28日、ZIP-FM）
- 大谷ノブ彦のキスドラ(2018年・2019年、CBCラジオ)
- NHKジャーナル(2018年、NHKラジオ第1)
- ここはふるさと 旅するラジオ（2019年、NHKラジオ第1）
- Blue Ocean（2019年、TOKYO FM）
- RADIO ORBIT（2020年4月5日 - 、ZIP-FM）
- Changeの瞬間 〜がんサバイバーストーリー〜（2020年4月5日 - 12日[34]・2023年4月2日、ABCラジオ）[35]
- FRIDAY MUSIC PUZZLE（2020年4月24日・5月01日・08日・15日・22日・29日、ZIP-FM） - 高樹リサの代演。
- FAIR NEXT INNOVATION ICONIC MOMENTS（2023年7月8日 -、ZIP-FM） - ナビゲーター
- JOYFUL²（2023年9月15日、ZIP-FM） - 清里千聖の代演。
- JOYFUL²（2024年5月17日～2024年9月27日） - 清里千聖の産休による代演。

### 舞台
- ミュージカル「AKB49〜恋愛禁止条例〜」（2015年3月14日 - 15日、中日劇場） - 深海由美 役[36]
- 神様はじめました THE MUSICAL♪2016（2016年1月15日 - 21日、AiiA 2.5 Theater Tokyo） - ツクネ 役（大場美奈とダブルキャスト）
- 天下を夢みた男～覇王双乱～（2022年3月26日 - 27日、名古屋市芸術創造センター） - 謎の少女 役
- ピーポウ（2023年2月16日 - 19日、愛知芸術文化センター小ホール） - モコ 役
- CONTESTAGE 名古屋公演リュックの中の海老（2023年8月25日 - 27日、G/PIT）
- 俳優のすゝめ（2023年11月29日 - 12月5日、G/PIT）

### テレビアニメ
2020年
- 継つぐもも（千影）

2021年
- 八十亀ちゃんかんさつにっき シリーズ（2021年 - 2022年、クラスメイト3、店員） - 2シリーズ
- シキザクラ（明神紅緒）

2022年
- BanG Dream! ガルパ☆ピコ ふぃーばー!（観客）
- BanG Dream!「ガルパ5周年記念アニメ」（女の子E）
- BanG Dream! シリーズ（2023年 - 2025年、女子生徒A、受付スタッフ、ナレーション、動画の声、観客B 他） - 3シリーズ

2023年
- 聖剣学院の魔剣使い（傀儡少女、フォッカ）

2024年
- 狼と香辛料 MERCHANT MEETS THE WISE WOLF（少年）

2025年
- 片田舎のおっさん、剣聖になる（母親）

### 劇場アニメ
- 大室家 dear sisters（2024年、モブC）

### Webアニメ
- オメテオトル≠HERO（2020年、アナウンサー）
- Vapor Trail（2021年、リザ)
- スパ☆コン（2022年、バケツ君）
- 印西あるある物語（2022年、ユウタ[42]）

### オーディオブック
- 女子大小路の名探偵（2020年、広中美桜）

### ゲーム
- 携帯SNS恋愛ADV『君と一緒に2』 - 本人 役[43]
- メイプルストーリー -シグナス騎士団 ストライカー

### ネット配信
- SKE48の私立SPA!学園（2012年3月26日・4月26日・6月15日・10月22日、ニコニコ動画）
- 学校の怪談 第13話「あわせかがみ」、第15話「こっくりさん」（2012年8月 - 9月、BeeTV）
- ナゴヤアニメプロジェクト!（2017年5月11日 - 2021年9月30日、Chuun→Locipo）[44]

### 広報
- 中京テレビ 乳がん啓発活動「ススメ」プロジェクト サポーター（2018年10月17日 - ）[45]

### イベント
- 子育て応援団 チュウキョ～くんのすこやかフェスタ（2018年10月20日、日本ガイシホール） - サポーター[45]

## 書籍

### 著書
- きっと大丈夫。〜私の乳がんダイアリー〜（2019年4月26日、双葉社、ISBN 978-4575314526）[22]

### ネット配信
- 矢方美紀の「あかさたな」（2019年2月20日 - 、日経doors）